# Рудольф Петерсен
Рудольф Єспер Петерсен (нім. Rudolf Jesper Petersen; 15 червня 1905, Ацербалліг — 2 січня 1983, Фленсбург) — німецький військово-морський діяч, командор крігсмаріне. Кавалер Лицарського хреста Залізного хреста з дубовим листям.

## Біографія
1 квітня 1925 року вступив на флот. Закінчив військово-морське училище в Мюрвіку (1928), курси при торпедному, загороджувальні і морському артилерійському училищах (1928). З 28 вересня 1929 року плавав на лінійному кораблі «Сілезія», з 8 березня по 21 грудня 1930 року — на крейсері «Карлсруе». З 26 вересня 1931 року — вахтовий офіцер на гідрографічному кораблі «Метеор», з 1 квітня 1932 року командир гідрографічного корабля V. 29 вересня 1933 року призначений вахтовим офіцером на міноносець «Ягуар», а 26 вересня 1934 року — ад'ютантом міноносця «Тигр». З 28 вересня 1935 року — командир торпедного катера S-9, а з 21 вересня 1936 року — роти корабельної кадрованій дивізії «Остзе». Закінчив Військово-морську академію (1938).
З 12 серпня 1938 року — командував 2-й флотилією торпедних катерів. Успішно діяв під час Польської і Французької кампаній. З 26 жовтня 1941 року — офіцер для особливих доручень при штабі командувача міноносцями. 27 листопада 1941 року переведений в розпорядження командувача-адмірала військово-морської станції «Остзе». 20 квітня 1942 року призначений керівником торпедних катерів і займав цей пост до кінця війни. Фактично очолював всю діяльність торпедних катерів в 1942-45 роках, коли вони домоглися найбільш значних успіхів. 22 липня 1945 року арештований владою союзників, але в кінці року звільнений.

## Звання
- Кандидат в офіцери (1 квітня 1925)
- Морський кадет (16 листопада 1925)
- Лейтенант-цур-зее (1 жовтня 1929)
- Обер-лейтенант-цур-зее (1 липня 1931)
- Капітан-лейтенант (1 вересня 1935)
- Корветтен-капітан (1 січня 1940)
- Капітан-цур-зее (1 квітня 1944)
- Командор (23 вересня 1944)

## Нагороди
- Медаль «За вислугу років у Вермахті» 4-го і 3-го класу (12 років)
  - 3-го класу (1 квітня 1937)
- Медаль «У пам'ять 22 березня 1939 року» (26 жовтня 1939)
- Залізний хрест
  - 2-го класу (10 квітня 1940)
  - 1-го класу (31 травня 1941)
- Нагрудний знак есмінця (11 грудня 1940)
- Лицарський хрест Залізного хреста з дубовим листям
  - лицарський хрест (4 серпня 1940)
  - дубове листя (№ 499; 13 червня 1944)
- Відзначений у Вермахтберіхт (9 березня 1941)
- Нагрудний знак торпедних катерів з діамантами
  - знак (19 березня 1942)
  - діаманти (13 червня 1944)